# Comyopsis fumata
Comyopsis fumata là một loài ruồi trong họ Tachinidae.